# The World Against Him
The World Against Him è un film muto del 1916 diretto da Frank Hall Crane. Sceneggiato da A.B. Himes, aveva come interpreti E.K. Lincoln, June Elvidge, Ruth Findlay, John Sainpolis, Frederick Truesdell, Julia Stuart.

## Trama
Mark West è un cowboy che vive insieme a Mary, la sorella, sofferente di un grave male alla spina dorsale. Mentre si trova in vacanza nel ranch di Mark, Violet Ridgeway, un'elegante signora dell'Est, gioca con i sentimenti dell'uomo, dimenticandosi di lui appena se n'è andata via. Dopo la sua partenza, Mark si mette a lavorare duramente per risparmiare il denaro che permetterà a Mary di sottoporsi a un'operazione che potrebbe portare alla sua guarigione. I medici, pur se insistono con l'idea di operarla, sanno che il rischio è grande e che la ragazza potrebbe morire sotto i ferri. Cosa che, puntualmente accade. Disperato per la morte della sorella, Mark si vendica uccidendo il dottor Boyd, mentre l'altro medico, il dottor Welsh - che è fidanzato con Violet - si salva fuggendo. Mark finisce in carcere ma poi Violet lo sposa per soddisfare una condizione delle ultime volontà di sua zia. Mentre sta tornando in prigione, Mark evade. Violet e Welsh si riuniscono, ma finiscono tutti e due catturati da Mark. Pablo, un infido indiano che concupisce Violet, la rapisce ma Mark lo uccide. Durante la lotta, Welsh si comporta in maniera codarda rivelando così la sua vera natura a Violet che decide allora di fuggire insieme a Mark verso il Canada.

## Produzione
Il film fu prodotto dalla Paragon Films.

## Distribuzione
Il copyright del film, richiesto dalla World Film Corp., fu registrato il 9 dicembre 1916 con il numero LU9684.
Distribuito dalla World Film e presentato da William A. Brady, il film uscì nelle sale cinematografiche statunitensi il 25 dicembre 1916.
Non si conoscono copie ancora esistenti della pellicola che viene considerata presumibilmente perduta.